# Sergei Michailowitsch Wakar
Sergei Michailowitsch Wakar (russisch Сергей Михайлович Вакар; * 27. August 1928 in Orscha; † 16. Juni 1998) war ein sowjetisch-belarussischer Bildhauer.

## Leben
Der Eisenbahner-Sohn Wakar arbeitete im Lokomotiven-Depot, besuchte die Schule der Arbeiterjugend und wurde als Dreher ausgebildet.
Wakar studierte in der Bildhauerei-Abteilung der Minsker Kunstschule. 1957 fertigte er zum Abschluss des Studiums als Diplomarbeit die Skulptur Krieg auf Schienen an, die in das Minsker Staatliche Museum für die Geschichte des Großen Vaterländischen Kriegs der Weißrussischen Sozialistischen Sowjetrepublik (SSR) kam. Es folgten die Skulpturen Junge Rächer (1958), Der Tod Pjotr Kuprijanows u. a.
Wakar studierte dann am Weißrussischen Staatlichen Theater-Kunst-Institut mit Abschluss 1966 (seit 1991 Belarussische Staatliche Kunstakademie) bei Andrei Bembel und Alexei Glebow.
Wakar schuf eine Vielzahl von Porträtskulpturen, darunter die von Minaj Schmyrou (1969, 1974), Konstantin Saslonow (1973), Francysk Skaryna, Maksim Bahdanowitsch, Mikołaj Hussowski, Uladsimir Karatkewitsch (1968), Janka Bryl (1976), Pjotr Klimuk.
Weit bekannt wurde Wakar durch seine Denkmäler für  Maksim Bahdanowitsch in Minsk, Feliks Dzierżyński auf dem Landgut der Dzierżyńskis bei Iwjanez, für den lettischen Bürgerkriegskommandeur Voldemārs Āziņš in Polazk  u. a.

## Ehrungen, Preise
- Verdienter Kunstschaffender der Weißrussischen SSR (1978)[1]

## Werke (Auswahl)

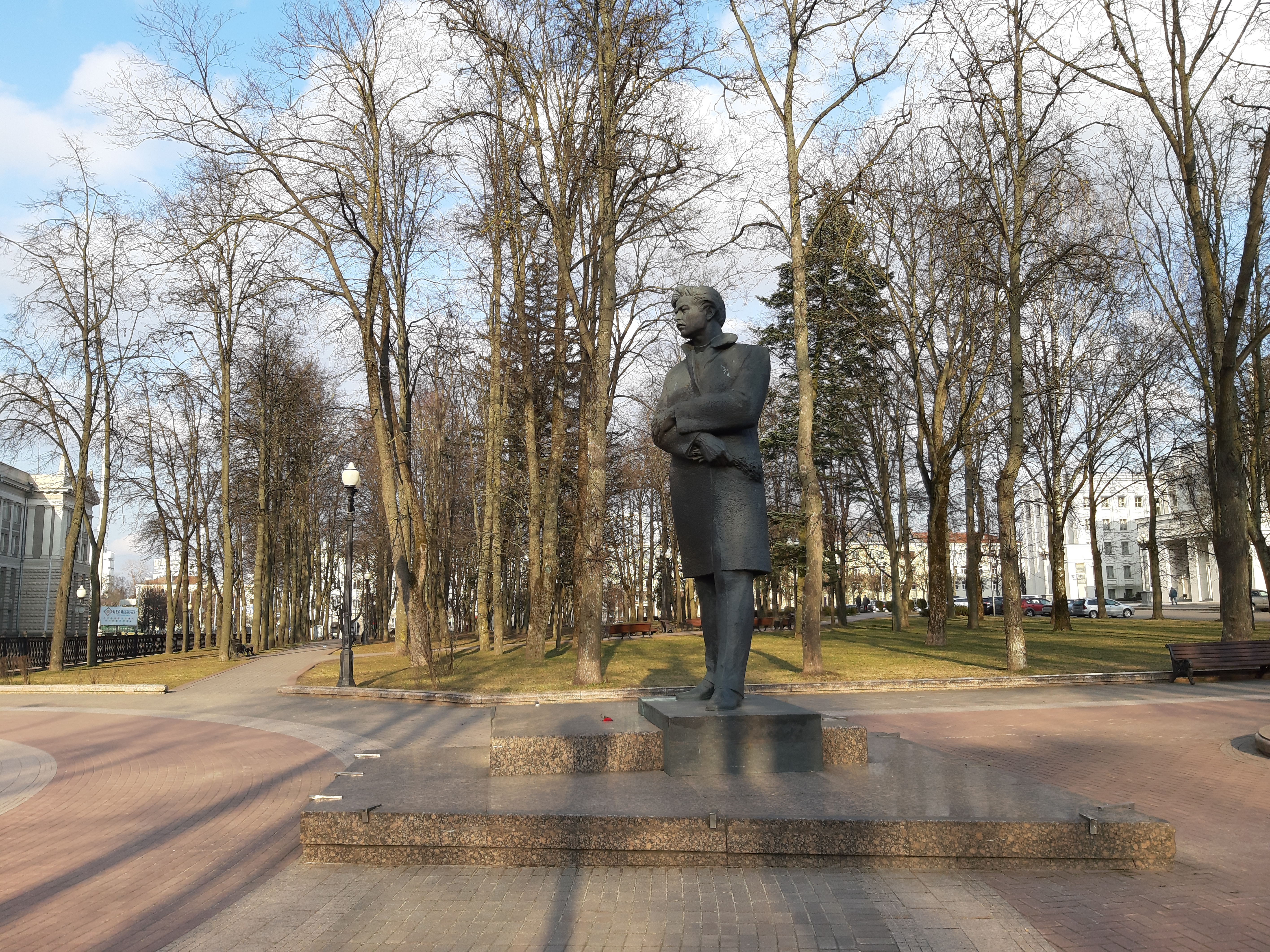
Bahdanowitsch-Denkmal, Minsk
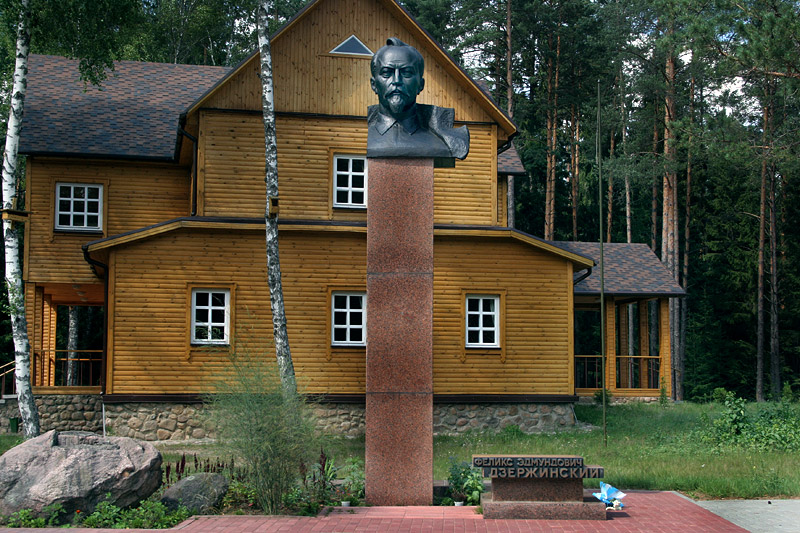
Dzierżyński-Denkmal, Iwjanez
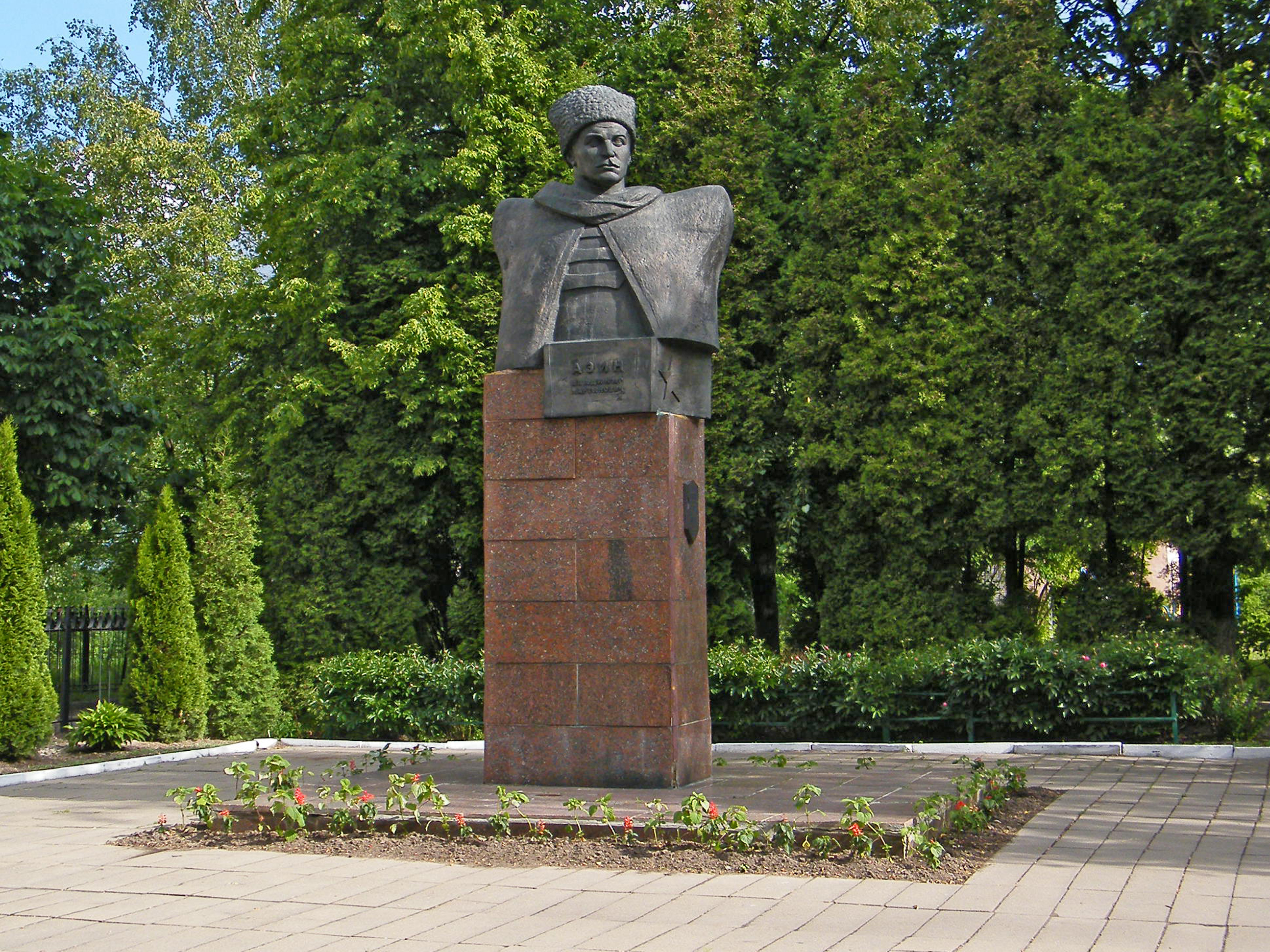
Āziņš-Denkmal, Polazk